# Rumänische Eishockeyliga 1946/47
Die Saison 1946/47 war die 18. Spielzeit der rumänischen Eishockeyliga, der höchsten rumänischen Eishockeyspielklasse. Meister wurde zum ersten Mal in der Vereinsgeschichte der HC Ciocanul Bukarest.

## Hauptrunde
|    | Klub                 |
| -- | -------------------- |
| 1. | HC Ciocanul Bukarest |
| 2. | CS Târgu Mureș       |
| 3. | CS Miercurea Ciuc    |
| 4. | Textil Buhuși        |